# 夢咲トンネル
夢咲トンネル（ゆめさきトンネル）は、大阪府大阪市此花区の大阪北港地区にある人工島「夢洲」と住之江区の大阪南港地区にある人工島「咲洲」を結ぶ延長約2,138m（海底部は806m）の沈埋トンネルである。「大阪港夢洲トンネル」が通称だったが、公募で2007年12月に定められた。
国と市が事業を進め、2009年8月1日17:00に開通した。総事業費は約1,060億円（道路部のみ）。危険物積載車両、小型二輪車（第二種原動機付自転車）、原付（第一種原動機付自転車）、自転車、軽車両、歩行者は通行禁止である。

## 概要
2008年の大阪オリンピック招致のためのインフラ整備の一つとして2000年に着工したが、第112次IOC総会で落選が決定（開催地は北京）した後も工事は続いた。世界的な競争に打ち勝つ事の出来るコスト・サービスの実現を目指すための「構造改革モデル港湾」として、2004年7月に大阪港を含む阪神港がスーパー中枢港湾に指定され港内で高規格コンテナターミナルの整備が進められている中で、夢咲トンネルによる輸送時間短縮など大阪港の国際競争力強化に大きな役割を果たす事が想定されている。
大阪港で開発が進められている咲洲・夢洲・舞洲の3人工島のうち、咲洲と夢洲を結ぶ新たな臨海交通を担っており、夢舞大橋や大阪港咲洲トンネルと共に臨海部での道路ネットワークの要となっている。従来、咲洲・夢洲間の最短経路は阪神高速4号湾岸線（約11km・所要時間約20分）であったが、当トンネル供用開始により移動距離約5kmになり、所要時間も10分弱となった。これにより輸送コストの縮減が図られた他、災害時の安定的な物流ルート確保という役割を担っている。また、阪神港の中核となる夢洲コンテナターミナルへのアクセス路ともなっている。
トンネルには、第4種第1級で設計速度60km/hの往復分離式片側2車線道路（道路幅員3.25m+路肩0.5m）が整備され、さらに将来的な鉄道延伸も考慮して鉄道トンネルも準備工事で整備された。のち鉄道トンネルに関しては、大阪市高速電気軌道（Osaka Metro）がOsaka Metro中央線（大阪港トランスポートシステム北港テクノポート線）を延伸させ、コスモスクエア駅 - 夢洲駅間を2025年1月19日に開業させている。なお、道路部と避難路との連絡を考慮し、両端に道路、中央に鉄道を配置している。

## 施工と技術
トンネル施工は、2000年8月、開削工法によりアプローチ部から着工した。咲洲側では埋立から数年が経過し残留沈下量が小さいため、コスト縮減の観点から立坑を設置せず沈埋部とアプローチ部を直接接合する方式を採用した。深層混合処理による地盤改良（一部を除く）から基礎杭と土留鋼矢板の打設、掘削及び支保工を段階施工した後、底版部から躯体を構築した。一方の夢洲側では埋立進捗度に応じた地盤改良・土留工・掘削・躯体構築等が行われた。とりわけ夢洲側では軟弱地盤ゆえ周辺地盤からの土圧・水圧が非常に大きく、WEBシステム導入により24時間の監視体制をとるなど、土留壁の設計・施工、止水対策に様々な工夫を凝らしたほか、施工管理にも精度の高い事前予測手法を採用した。
沈埋トンネル部は、上床版と側壁をフルサンドイッチ、下床版をオープンサンドイッチとしたセミフルサンドイッチ工法の鋼コンクリート合成構造が採用された沈埋函（長さ100 m × 幅35.4 m × 高さ8.6 m）8函で構成されており、トレンチ浚渫によって海底部分を掘り下げ、トレミー船で基礎マウンドを築造し、起重機船による仮支承台の設置後に、計測機器を用いながら工事を進めた。2005年11月に最初の沈埋函が、2007年8月には最後の沈設が終了すると沈埋部が貫通した。なお、最後に沈設する7号函の両端に傾斜をつけ上下面の水圧差と自重を利用し水圧接合させるキーエレメント工法（五洋建設開発）を世界で初めて採用し、従来のVブロック工法と比較し大幅にコストと工期を縮減した。
また、東南海地震や南海地震等を見据え、沈埋函の接合部の一部にゴムガスケット継手を設置、水圧接合時の止水を可能にしたほか、残留沈下による変形対策として5箇所に採用した新開発のクラウンシール式継手により函間の遊間を確保、最大1 m程度と想定される地盤の沈下や、地震時の圧縮力を緩和する構造となっている。これらの工夫により、通常50年程度とされる土木構造物の耐用年数が夢咲トンネルでは100年となっている。
鋼殻ケーソンの立坑（夢洲4区に設置）は2001年度に基礎工に着手、仕留め工をアプローチ部との連続施工で行いガット船で基礎マウンドを築造後、起重機船で設置した。安定性のため二重壁内のコンクリート打設や基礎マウンド下からの止水用コンクリート打設といった工夫を行った後、周囲の埋め戻し、立坑内部の躯体構築や沈埋函との接合等を順次行った。
夢咲トンネルには、この他にも1タワーポンツーン方式の採用など、コスト面・工期面・安全面から様々な工夫が凝らされている。